# Claude Martin (accordéoniste)
 (juin 2020).
Si vous disposez d'ouvrages ou d'articles de référence ou si vous connaissez des sites web de qualité traitant du thème abordé ici, merci de compléter l'article en donnant les références utiles à sa vérifiabilité et en les liant à la section « Notes et références ».
Pour les articles homonymes, voir Martin et Claude Martin.
Claude Martin a commencé l'accordéon à l'âge de 5 ans avec M. Meurisse. À l'âge de 8 ans, il suit une formation classique avec Arthur Schur. À 13 ans, il poursuit ses études avec René Ninforge et à l'âge de 17 ans, il sera diplômé du conservatoire de l'accordéon de Paris.
À l'âge de 10 ans, il forme son premier orchestre avec son père à la batterie et anime des bals un peu partout en Belgique.
À 15 ans, il forme son orchestre de 5 musiciens avec lesquels il se produira en Belgique, Luxembourg, Allemagne, France et Espagne, où il animera les plages avec le soutien du pastis Ricard. Il y retournera par la suite pour faire l'animation de dancings.
Claude Martin a reçu de nombreux prix dont plusieurs fois le prix de champion de Belgique et champion d'Europe, il a reçu également le 1er prix au festival d'orchestre à Crupet, le 1er prix au dancing Europa organisé par la RTBF.
Il a également animé plusieurs émissions de la RTBF dans Souvenir Souvenir.
Aujourd'hui, après plus de 40 ans de carrière, il poursuit les bals avec son fils Michaël (organiste)